# Marek Wolny
Marek Wolny (ur. 1970 w Myślenicach) – polski aktor.

## Życiorys
W dzieciństwie grał w Teatrze Małego Widza w Miejskim Ośrodku Kultury w Myślenicach. W 2012 złożył egzamin dla aktorów dramatu przed Komisją Egzaminacyjną Związku Artystów Scen Polskich.  Popularność przyniosła mu rola Macieja Korynta w serialu Lombard. Życie pod zastaw.

## Życie prywatne
W 1989 roku poślubił skrzypaczkę Mariolę Tworoską, z którą ma córkę Karolinę (ur. 1991) oraz syna Daniela (ur. 1994)

## Filmografia
- 1984: Kołowrotek – obsada aktorska
- 1988: Słoneczna pogoda – chłopak
- 1991: Zostań i odejść – sprzedawca w monopolowym (odc. 3)
- 1994: Kołysanie – taksówkarz Janek
- 1999: Tygrysy Europy – Radca prawny (odc. 12)
- 2001: Zostać miss – Juror w konkursie Miss Venus (odc. 19)
- 2004: Fala zbrodni – Kowalczyk (odc. 36)
- 2008: Katastrofy górnicze – chłop
- 2008: Godność – sąsiad
- 2010: Ryszard Kowalski – Henryk, pacjent w bandażach
- 2010: Matko Boska! – parafianin
- 2012: Julia – Janusz Bąk, krytyk kulinarny (odc. 89)
- 2015: Pilecki – kierownik budowy
- 2015: Klan – ochroniarz Henryk
- 2016-2017: 19+ – Marian Szumiec, ojciec Sebastiana
- 2017: Pierwsza miłość – Jarosław, właściciel tartaku
- od 2017: Lombard. Życie pod zastaw – Maciej Korynt
- 2018: Znaki – robotnik w firmie Polska Ruda S.A
- 2018: Backfist – policjant
- 2019: Pierwsza miłość – psychiatra Wiktor